# زوج مثالي (مسرحية)

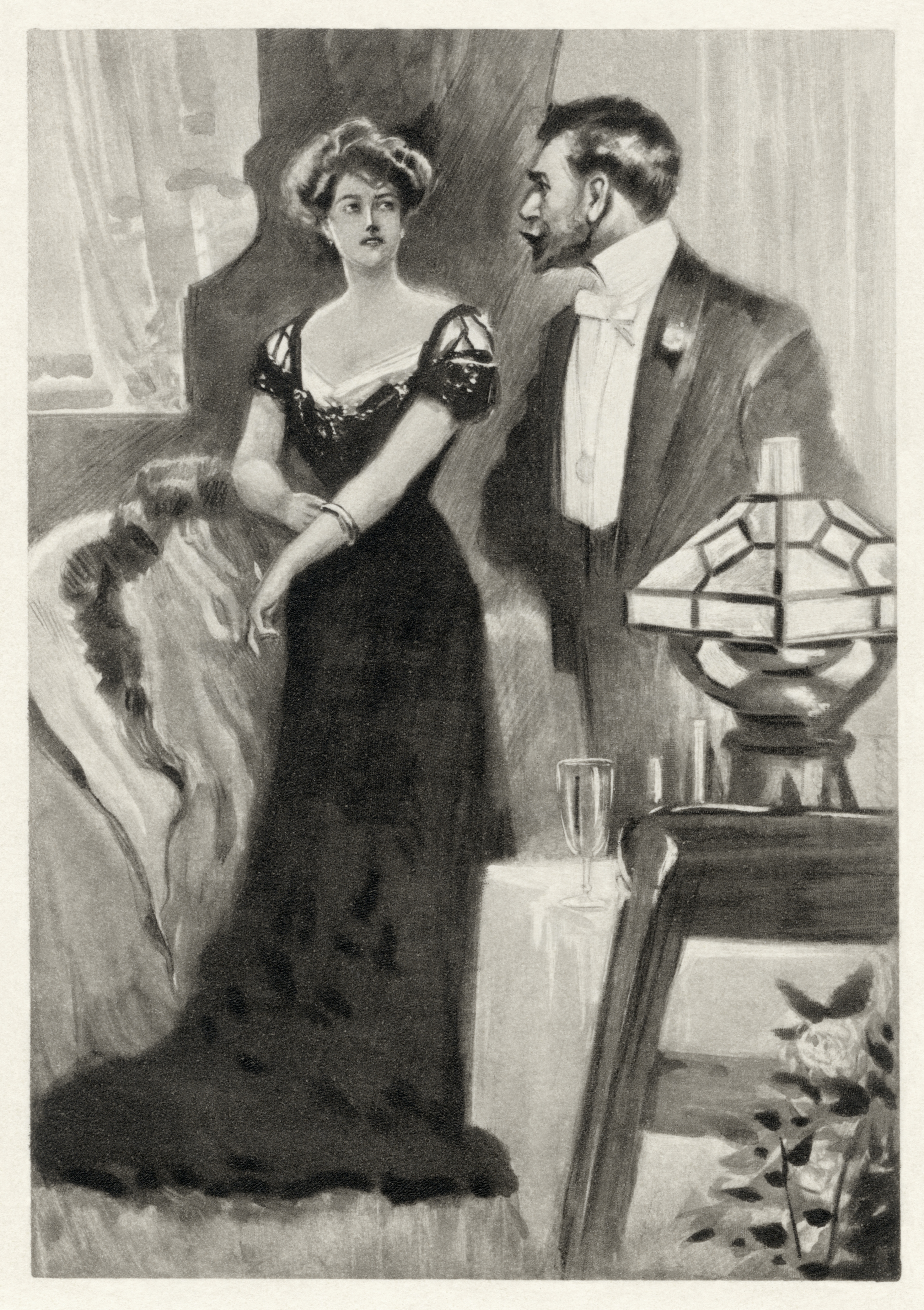
السيد جورينج يواجه السيدة شيفلى بخصوص السوار المسروق. مجمع من طبعة 1901 لأعمال أوسكر وايلد

الزوج المثالي مسرحية كتبها أوسكار وايلد، وقدمت على المسرح عام 1895. تدور المسرحية حول الابتزاز والفشل السياسي، وتلمس مواضيع أخرى كالشرف والمبادئ الاجتماعية. تقع الأحداث في لندن، «في الحاضر»، واستغرقت الأحداث أربعا وعشرين ساعة. «عاجلا أم آجلا»، أشار وايلد، «كلنا سوف ندفع ثمن ما اقترفناه».لكنه أضاف، «أن لا ينبغى لأحد ان يحكم على غيره بناءً على ماضيه».وتعتبر مسرحية ((أهمية أن تكون جادًا)), العمل الدرامى الأكبر لوايلد. بيد أن الزوج المثالي هي الأكثر شهرة.

## الخلفية الفنية
في صيف 1893، بدء أوسكار وايلد كتابة مسرحيته، وقد أنهي كتابتها في شتاء العام نفسه. وقد بدء عمله في جورنج أون ثامز، ولذلك سمى إحدى الشخصيات بجورنج، وأنجز هذا العمل في سانت چامز. أرسل وايلد المسرحية كامله إلى مسرح جارك، فرفضها مدير المسرح، ولكن قُبلت بعد ذلك من مسرح هايمركت. ليويز ولير كان من أبرع الممثلين، وقد قام بدور سير روبرت تشلترين على أكمل وجه. وقد أعطت مسرح الهايمركت النجاح الذي كان بحاجة إليه.
بعد الافتتاح في الثالث من شهر يناير عام 1895، استمرت العروض إلى 124 عرض.وفي شهر أبريل من العام نفسه، قبض على وايلد بتهمة 'عدم الاحتشام' وقد خسر اسمه وشهرته.
في السادس من أبريل بعد القبض على وايلد تم عرض المسرحية من 13إلى27 بعد نقلها إلى مسرح كريتيريون.وقد نُشرت عام 1899، بالرغم من عدم إدراج اسم وايلد كمؤلف.هذا النص المنشور يختلف نسبيآ مع عروض المسرح، حيث أن وايلد أضاف العديد من النصوص وحذف أخرين.من أبرز الإضافات هي كتابة الإرشاد المسرحي ووصف الشخصية. كان وايلد زعيم من حيث مجهوداته لعمل مسرحيات سهلة الإستيعاب.

## الأفكار
معظم أفكار مسرحية زوج مثالي تأثرت بوضع أوسكار وايلد الذي وجد نفسه في أوائل 1890.حيث شدد على وجوب السماح والمغفرة على أخطاء الماضي، والتخريب الغير عقلانى لحيوات عظيمة وذات قيمة مجتمعية بسبب رد الفعل النفاقى من الناس تجاه هذة الخطايا، من الممكن أن وايلد كان يتحدث عن نفسه، ومخاوفه تجاه شئونه (التي مازالت سرآ). تحتوي الأفكار الأخرى على مكانة المرأة في المجتمع. في لحظة شديدة الحرج جريتود شلترن«تعلمت دروسها» وأوعت نصيحة لورد جورنج «حياة الرجل أعظم قيمة وثمن من حياة المرأة لديها.» في أكثر الأحيان كانت تنتقد المسرحية من محليلى المسرح المعاصر على أنها منحازة ضد المرأة، أتضحت الفكرة في المونولوج أو المناجاة الفردية أن المرأة، بالرغم من كونها مصدر للمبادئ والأخلاق في أعراس العصر الڤيكتورى، يجب أن تكون أقل حكمآ على ازواجهم بناءآ على أخطائهم السابقة بسبب التعقيد حيث أن الأزواج في هذة الفترة وجب عليهم أن يحافظوا على التوازن بين الأمور الداخلية والواجبات الدنيوية. علاوة على ذلك، لعب السيناريو ضد نظرية المساواة بين الجنسين/ والانحياز ضد المرأة، مثال، لورد كڤيرشام، أعلن بقوة قرب النهاية أن مابل أبرزت «صفقة رابحة من الفطرة والتفكير السليم» هذا بعد الإستخلاص المسبق أن «الفطرة السليمة هي هبه وشرف لكل الأجناس.»
توضح الفكرة الثالثة المشاعر المعادية للأرستقراطية. الأنسة باسيلدون، وماكبى وصفوا بأنهم بوجهان، يقولوا شئ ذات لحظة، وفي لحظة أخرى تمام العكس (بدرجة عالية من السخرية) يقولوا لشخص أخر. بصورة شاملة صورت الطبقة المجتمعية العالية في إنجلترا أنها منافقة وشديدة التعلق بمبادئ غبية وفاشلة.

## الشخصيات الدرامية
- ذا إيرل أوڤ كاڤيرشم، ك.چ.
- لورد جورنج، ابنه.اسمه الشخصي أرثر
- سير روبرت تشيلترن، بارت. وكيل الوزارة للشؤون الخارجية
- الڤيكونت دى نانچك، الملحق في السفارة الفرنسية في لندن
- الأستاذ، منتفورد، سكرتير سير روبرت
- ماسون، كبير خدم سير روبرت
- فيبس، كبير خدم لورد جورنج
- چيمس، خادم تشلترنز
- هارولد، خادم تشلترنز
- السيدة تشلترن، زوجة سير روبرت تشلترن
- السيدة مكبى، صديقه لعائلة تشلترنز
- الكونتيسة من بسيلدون، صديقه لعائلة تشلترن
- السيدة مارشمو، صديقه لعائلة تشلترن
- الأنسة مابيل تشلترن، أخت سير روبرت
- السيدة تشيڤيلى، المبتز، مصديقة دراسية سابقة للسيدة تشلترن

## حبكة الرواية
مسرحية زوج مثالي بدءت من خلال حفلة عشاء في منزل روبرت تشلترن في ساحة جروسيڤنور الأنيقة. السيد روبرت، هو عضو مرموق في مجلس العموم، وزوجة السيدة تشلترن، تستضيف جمع هام ومنهم صديقه لورد جورنج، الأعزب المتأنق وصديق مقرب لعائلة تشلترن، مابل تشلترن، وضيوف مرموقة. أثناء الحفلة، السيدة تشيڤلى، عدوة سابقة للسيدة تشلترن منذ أيام الدراسة، سعت لابتزاز السيد روبرت تشلترن لكى يدعم مشروع احتيالى لشق قناة في الأرچنتين. كما يبدو، أن مستشار وحبيب السيدة تشيڤلى، النمساوي الهنغاري بارون أرنيم، اقنع السيد روبرت في شبابه من سنين عدة لبيعه سر مجلس الوزراء، سر اقتراحه بشراء اسهم في قناة السويس قبل ثلاثة أيام من إعلان الحكومة مشترياتها. السيد روبرت قد بنى ثروته من هذة الأموال الغير مشروعة، والسيدة تشيڤلى معها جواب يثبت إدانته. خوفآ من خسارة عمله وزواجه، السيد روبرت خضع لمطالبها.
عندما أعلمت السيدة تشيڤلى السيدة تشلترن عن تغير نية السيد روبرت تجاه مشروع القناة، كانت السيدة تشلترن التي تتميز بمابدئها الثابتة، مغيبة عن حقيقة ماضى زوجها وخطة الابتزاز، وأسرت على تغير وعد السيد روبرت لتشيڤلى. بنسبه للسيدة تشلترن، كان زواجهم يستند على امتلاكها «لزوج مثالى»-وأن يكون، مثال لزوج تستطيع أن تبجله على مستوى الشخصى والعامي: وبالتالي السيد روبرت يجب أن لايرقى إليه الشك في أي من قراراته. السيد روبرت استجاب لكلمات زوجتة ولكنه بذلك اشترى شقائه. وايضآ عند بلوغ نهاية الفصل الأول، مابل واللورد جورنج وجدوا بروش من الماس الذي أعطاه اللورد لشخص ما منذ سنين عده. أخذ اللورد جورنج البروش وطلب من مابل أن تعلمه إذا جاء أحد للإستعلام عنه.
في الفصل الثاني، الذي دار ايضآ في منزل السيد روبرت، ناقش اللورد جورنج السيد روبرت بأن يحارب السيدة تشيڤلى وأن يعترف لزوجة عن ماضية. أيضاً اللورد جورنج أعلن لروبرت عن ارتباطة الرسمى السبق بالسيدة تشيڤلى.عند انتهاء النقاش مع السيد روبرت، قام اللورد بمعازلة مابل. وأيضاً تناقش مع السيدة تشلترن على انفراد وبطريقة غير مباشرة طلب منها أن تكون مرنه أخلاقيا وأكثر سماحه. عند مغادرة جورنج، جاءت السيدة تشيڤلى، بغته، باحثه عن البروش الذي فقدته الأمسية السابقة. وأظهرت سخطها لنكران السيد روبرت لوعوده لها، وفي النهاية قامت بمواجهة السيد روبرت وزوجته عندما جاء إلى الغرفة. غير قادرة على قبول حقيقة السيد روبرت، استنكرت السيدة تشيڤلى ما فعله زوجها ورفضت مسامحته.
الفصل الثالث، دار في منزل اللورد جورنج، استلم جورنج جواب لونه وردى من السيدة تشلترن تطلب فيه مساعدته، جواب يمكن أن يقراء على أنه غرامى.عند استلامه للجواب، جاء والده، اللورد كڤيرشم وسأله متي سيكون زواجه. ومن بعد جاء السيد روبرت في زيارة، راغبآ في بعض النصائح من جورنج. في الوقت نفسه، جاءت السيدة تشيڤلى بغته، ولم يتحقق كبير الخدم عن هويتها حيث اعتقد أنها السيدة التي ينتظرها اللورد جورنج، ادخلها إلى غرفة الرسم التابعة لجورنج. وأثناء انتظارها، وجدت جواب السيدة تشلترن. في النهاية، السيد روبرت اكتشف وجود السيدة تشيڤلى في غرفة الرسم، واعتقد أن هناك علاقة غرامية بينها وبين جورنج، وفي موجة من الغضب الشديد غادر المنزل.
عندما تشاجرت مع اللورد جورنج، عرضت السيدة تشيڤلى الزواج به. حيث ادعت أنها مازالت على حبه منذ أيامهم الأولى سويآ إلى هذة اللحظة، عرضت عليه إعطائه جواب السيدة تشلترن في مقابل الزواج بعاشيقها جورنج. رفض اللورد جورنج العرض، واتهامها بتدنيس هذا الحب حيث أن طريقة استعادة هي صفقة مبتذلة ومن خلالها سيدمر زواج عائلة تشلترن. ومن هنا أوقعها في الفخ.أخذ جورنج البروش من على المكتب وكبل معصم تشيڤلى بطريقة غير معروفه. ومن ثم أوضح جورنج عن كيفية وصول هذا البروش لها. حيث أن تشيڤلى سرقته من ابنة عمه منذ سنين. ولكى تتجنب القبض عليها، تشيڤلى تاجرت بالخطاب التجريمى الذي تمتلكه اتجاه روبرت لكى تتحرر من هذا التكبيل المرصع بالجواهر. بعد حرق اللورد جورنج للجواب، استطاعت تشيڤلى سرقة خطاب السيدة تشلترن من على المكتب. وبحقد قررت إرساله إلى السيد روبرت مشيرة له على أن هذا جواب غرامى أرسلته زوجتة إلى الأنيق جورنج. وحينها غادرت منزل جورنج منتصرة.
الفصل الأخير، انتقلت الأحداث إلى ساحة جروسفينور، وفي هذا الفصل حلت عقد الحبكة وانتهت نهاية سعيدة. اللورد جورنج طلب يد مابل للزواج وتم قبوله. أعلم اللورد كڤيرشم ابنه بأن السيد روبرت تشلترن رفض دعم مشروع القناة الأرچنتينيه في المجلس العمومى. اللورد جورنج اعلم السيدة تشيڤلى أن الجواب المهدد به روبرت تم حرقه ولكن السيدة تشيڤلى سرقت جوابها وعزمت على استخدامه في تدمير زواجها بالسيد روبرت. وفي اللحظة نفسها، السيد روبرت، دخل الغرفة وهو يقراء الجواب، ولكن ليس على الجواب اسم المرسل اليه، فمن هنا أعتقد أن السيدة تشلترن أرسلت له هذة الرسالة، وقرائه على أنه جواب غفران.وتصالحآ الأثنان. في بدء الأمر وافقت السيدة تشلترن على قرار اعتزال السيد روبرت للسياسة، ولكن لورد جورنج حذرها من التأثير على روبرت للاستقالة. وعندما رفض السيد روبرت طلب زواجه من أخته، لأعتقادة أنه مازال على علاقة مع السيدة تشيڤلى، اضطرت السيدة تشلترن أحداث الليلة الماضية وحقيقة الرسالة. ومن ثم رجع السيد روبرت عن قراره، وسمح للورد جورنج ومابل بالزواج.

## حفلة الاستقبال
أثبتت المسرحية شعبية عظيمة في أول عرض لها، ومازالت تركه انطبعاً على الرغم من أنها عرضت بعد ذلك مئات المرات. النقاد أيضاً اشادوا بتوازن العناصر المسرحية لدى مسرحية وايلد. چورچ بيرنرد شو مدح المسرحية قائلا «أن وايلد هو الكاتب الشامل الوحيد من وجهة نظرى. حيث أنه تلاعب بكل شئ: بالدهاء، الحكمة، بالدراما والحالة، بالممثلين والمشاهدين، بكل المسرح.» 

## اختيار تاريخ إنتاج
مسرحية زوج مثالى انتجها أولاً ليوس والير، وأول عرض لها كان في الثالث من يناير،1895 على مسرح هاى ماركت. وضلت إلى أن حققت 124 عرض. كانت شخصيات الرواية في الأصل:
الأسقف ألفريد، الارل كاڤيرشم، الفيكونت جورنج، الأستاذ تشارلز، السيد روبرت تشلترن، الأستاذ ليوس ولير، الفيكونت نانچك، كوسمو ستيوارت، الأستاذ منتفورد، الأستاذ هارى ستانفورد، فيلبس، الأستاذ بروك فيلد، مازون، الأستاذ ديان، چيمس، الأستاذ تشارلز ميرك، هارولد، الأستاذ جود هات، السيدة تشلترن، الأنسة چوليا نيلسون، الأنسة ماكبى، الأنسة فانى بروج، الكونتيسة بازيلدن، الأنسة ڤان فيزرستون، السيدة مارشمو، الأنسة هيلين، الأنسة مابل، الأنسة مود ميلت، السيدة تشيڤلى، الأنسة فلورينس ويست.
وقد قبض على أوسكار وايلد بتهمة «عدم الاحتشام»(الشذوذ الجنسي)أثناء إنتاج العرض. في المحاكمة شهد ممثلين الإنتاج ضد وايلد.ولكن استمر الإنتاج ولكن تم سحب كل حقوقه كمؤلف.
زوج مثالى أحية إنتاج البرودواي وشارك فيها لأول مرة من نجوم السينما ميشال دينشن ودولسى جري. ميشال ودولسى بدء تألقهم على خشبة مسرح ويست اند وأثبت انطلقهم شعبية عالية لدى جمهور إنجلترا.

## تكيفات السينما، التلفاز والمذياع
فيلم 1953
اخرج الألماني هيربرت سيلبن فيلم زوج مثالى وقام بالبطولة برچيرت هيلم وسيبل شيمنز.
فيلم عام 1947
أخرجت لندن فيلمز وقام بالبطولة بوليت غودارد، ميشال وايلدنج، ديانا ويفر.
فيلم 1998
تهيأ للشاشة فيلم زوج مثالى، وقام بالبطولة چيمس ويلبى وچونسن فيرث.
فيلم 1999
عدل مرة أخرى وقام بالبطولة جوليان مور، مينى درايڤر، كيت بلانشيت، روبرت إيڤرت. هنا تمت بعض التعديلات، اكثرهم أهمية إغفال وسيلة الابتزاز بين جورنج وتشيڤلى وهي البروش، وفي المقابل تراهنوا إذا ساند روبرت المشروع أمام المجلس سيتزوجها، وإذا لم يفعل ستقوم تشيڤلى بمغادرة إنجلترا.
التلفاز والإذاعة
البى بى سى أنتجت نسخة بثتها في عام 1969 وقام بالبطولة چيرمى بيرت ومرجريت ليجتون. واتيح من خلال الأسطوانات كاجزء من مجموعات الفنية لاوسكار وايلد.
الإذاعة الثالثة للبى بى سى أنتجت إنتاج كامل عام 2007 اخرجه دايڤد وقام بالبطولة اليكس چينجز، إيما فيلدنج، چاسبير بريتون، چانيت ماكتير وچيفورى بالمر، هذا الإنتاج تم بثه مرة أخرى في يوم عيد الحب لسنة 2010.
مسرح ل.ا انتج أيضاً تعديلات صوتية، وقام بالبطولة /جاكلين بيسيه، روزلند ايرز، مارتن چارفز، مريم مارجوليز، ألفريد مولينا، ياردلي سميث، وروبرت مشيرى.

## مقتبسات
اللورد جورنج: الحياة ليست عادلة أبداً، وربما من الجيد أنها ليست هكذا مع الكثير من الناس.
السيد روبرت تشلترن: كلها تعد خطايا إلا خطيئة ضد أخرى .
السيد روبرت تشلترن: انه ليس الشخص الكامل، ولكن الغير كامل هو من يكون بحاجة إلى الحب. عندما نجرح بأيدينا، أو بأيد آخرين، نحتاج الحب كى يداوينا،-وإلا لمايكون الحب؟
اللورد جورنج: الموضة هي ما يرتديه الفرد الواحد فقد، وليس من الموضة في شئ ما يلبسه كل العامة.
السيدة تشيڤلى: المبادئ ببساطة هي المواقف التي نتبناها تجاه الأشخاص المكروهين
فيبس: سوف أتحدث مع بائعة الورد، سيدي فإنها فقدت أحد من أقاربها، الذي ربما كان يعانى من قلة الأهتمام.
اللورد جورنج: شئ عجيب أن من ينتموا إلى الطبقة الدنيا بصفة مستمرة يفقدوا أقاربهم.
فيبس: اجل سيدى، أنهم محظوظين في هذا الشأن.